# Fawad Chaudhry
Fawad Ahmed Chaudhry, auch unter dem Namen Fawad Hussain Chaudhry bekannt (geb. im 20. Jahrhundert) ist ein pakistanischer Politiker, der vom 20. August 2018 bis April 2022 Bundesminister für Information und Rundfunk war. Fawad Chaudhry ist seit August 2018 Mitglied der Nationalversammlung. Chaudhry ist zurzeit der Sprecher der Pakistan Tehreek-e-Insaf. Er war von April 2012 bis März 2013 als Berater in den Regierungen von Yousaf Raza Gilani und Raja Pervez Ashraf tätig.

## Leben
Fawad Chaudhry wurde in eine Jat-Familie des Vain-Clans geboren. Chaudhry hat Rechtswissenschaften in Lahore studiert und als Anwalt gearbeitet. Er tritt häufig in Talkshows auf. Bei den Parlamentswahlen trat Chaudhry ohne Parteizugehörigkeit in seinem Wahlkreis Jhelum für ein Direktmandat an. Er erhielt nur 161 Stimmen und verlor das Direktmandat an Chaudhry Tasneem Nasir, ein Kandidat der PML-Q, der 38.626 Stimmen erhielt. Fawad Chaudhry trat im Januar 2012 als Medienkoordinator der All Pakistan Muslim League zurück. Chaudhry verließ im März 2012 die AML und trat der PPP bei. Fawad Chaudhry wurde im April 2012 als Berater für Rundfunk und politische Angelegenheiten in die Regierung von Yousaf Raza Gilani berufen. Er hatte die Position eines Staatsministers inne. Die Beratertätigkeit übte er bis zur Auflösung der Regierung von Gilani auf. Fawad Chaudhry wurde in der nachfolgenden Regierung von Raja Pervez Ashraf in gleicher Position wieder angestellt. Die Beratertätigkeit hatte er bis zum März 2013 inne. Fawad Chaudhry trat bei den Parlamentswahlen in Pakistan 2013 für ein Direktmandat an. Es gelang ihm nicht sich eins zu sichern, da er dem Kandidaten der PML-Q, Malik Iqbal Mehdi Khan, unterlag. Chaudhry erhielt insgesamt 34.072 Stimmen. Er trat auch für ein Direktmandat für die Provinzversammlung des Punjab an, verlor aber gegen Raja Muhammad Awais Khan. Fawad Chaudhry erhielt nur 82 Stimmen. Fawad Chaudhry gab im Juni 2016 seinen Beitritt zur Pakistan Tehreek-e-Insaf bekannt. Er trat in seinem Wahlkreis für einen Sitz im Parlament an, verlor jedoch gegen Raja Muhammad Awais Khan im August 2016. Fawad Chaudhry wurde im November 2016 Sprecher der PTI und übte das Amt des Sekretär im Rundfunkbüro der PTI aus. Bei der Parlamentswahl in Pakistan 2018 trat Fawad Chaudhry für einen Sitz im Parlament in seinem Wahlkreis an. Die Kandidatur wurde jedoch durch das Lahore High Court wegen fehlender Steuerzahlung abgelehnt. Fawad Chaudhry ging in Berufung und konnte an den Parlamentswahlen teilnehmen. Chaudhry gewann das Direktmandat und erhielt einen Sitz im Parlament. Er erhielt insgesamt 93.102 Stimmen und schlug Raja Muhammad Awais Khan, einen Kandidaten der Pakistan Muslim League (N). Er gewann auch einen Sitz in der Provinzregierung des Punjab. Fawad Chaudhry erhielt insgesamt 67.003 Stimmen und schlug Nasir Mehmood, einen Kandidaten der PNL-N. Fawad Chaudhry gab in einer Talkshow zu, das Amt des Chief Minister anzustreben. Am 18. August 2018 gab Imran Khan sein Kabinett bekannt und ernannte Fawad Chaudhry zum Minister für Rundfunk und Information. Seinen Amtseid legte Fawad Chaudhry am 20. August 2018 ab.
Als Premierminister Imran Khan aufgrund eines Misstrauensvotums sein Amt im April 2022 niederlegen musste, musste auch dessen Kabinett von den Ämtern zurücktreten.